# Anahita concreata
Anahita concreata är en spindelart som beskrevs av Benoit 1977. Anahita concreata ingår i släktet Anahita och familjen Ctenidae.
Artens utbredningsområde är Kongo. Inga underarter finns listade i Catalogue of Life.